# Flagge Fidschis
Die Flagge Fidschis wurde am 10. Oktober 1970 offiziell eingeführt.

## Beschreibung

Blue Ensign

Die Flagge des Inselstaates trägt aufgrund der Mitgliedschaft im Commonwealth of Nations und seiner kolonialen Geschichte im Obereck den britischen Union Jack. Dieser nimmt genau ein Viertel der Flaggenfläche ein. Vorbild für die Flaggengestaltung war die Blue Ensign, welcher zuvor als Kolonialflagge verwendet worden war. Im Gegensatz zur Blue Ensign ist das Blau deutlich heller und soll für den Himmel und das Meer stehen. Das helle Blau ist zudem absichtlich zur besseren Unterscheidung zu den Flaggen Australiens und Neuseelands gewählt worden. Am fliegenden Ende steht das Wappen Fidschis.

### Beschreibung des Wappens

Wappen Fidschis

Im Schildhaupt (oberes Viertel) auf rotem Grund ein schreitender, goldener, bekrönter Löwe (siehe Wappen Englands) in beiden Händen eine Kakaofrucht haltend.
Darunter auf silbernem Grund ein rotes Georgskreuz (siehe Flagge Englands), das den Schildkörper (untere Dreiviertel) vierteilt.
1. Im ersten Feld, oben links, drei naturfarbene Zuckerrohrpflanzen.
2. Im zweiten Feld, oben rechts, eine naturfarbene Palme, die eine Kokospalme darstellen soll.
3. Im dritten Feld, unten links, ist eine naturfarbene Friedenstaube abgebildet.
4. Das letzte Feld, unten rechts, in zeigt ein naturfarbenes Bananenbündel.

Über dem Schild als Zier ein naturfarbenes Auslegerboot mit Segel, ein sogenanntes Camakau.
Links und rechts des Schildes stehen zwei einheimische Krieger, die als Schildhalter dienen. Sie sind mit einem traditionellen Lendenschurz ausgestattet, die Person rechts mit einem Speer, die links mit einer Totokia-Keule. Sie stehen auf einem Spruchband, auf dem das Fidschi-Nationalmotto der Fidschi-Inseln steht:
„Rerevaka na Kalou ka Doka na Tui.“
(Fürchte Gott und ehre die Königin.)

## Bedeutung
Blau symbolisiert das Meer. 1874 unterstellte sich Fidschi der Hoheit Englands, erst 100 Jahre später erhielt der Staat die Unabhängigkeit zurück.
Im Wappen sind eine Friedenstaube und die wichtigsten Anbauprodukte des Landes (Bananen, Zuckerrohr, Kokospalme) dargestellt.

## Geschichte
Zu britischen Zeiten waren verschiedene Kolonialflaggen in Verwendung, die alle die Form einer Blue Ensign mit Wappen oder Emblem im Flugteil hatten. Die letzte Version dieser Flagge war zwischen 1924 und 1970 in Gebrauch.

1:2  Kolonialflagge, 1924 bis 1970

In der Neujahrsansprache 2013 des Premierministers Frank Bainimarama wurde der Plan zu einer Änderung der Nationalflagge diskutiert. Sie soll eventuell ein lokales Motiv erhalten. Im Februar 2015 wurde dies konkretisiert, indem ein nationaler Wettbewerb für die Gestaltung der neuen Flagge vorgestellt wurde. Aus 2000 Einsendungen wurden 23 Entwürfe vom nationalen Flaggenkomitee ausgewählt. Die Entscheidung wurde mehrere Male verschoben und sollte letzten Endes am 7. September 2017 bekannt gegeben werden, seit 2013 der Tag der Verfassung. Am 17. August 2016 gab Bainimarama jedoch bekannt, dass es auf absehbare Zeit kein Referendum für eine neue Flagge geben werde, aufgrund der großen Unterstützung der Bevölkerung, insbesondere nach dem Gewinn der Goldmedaille bei den Olympischen Sommerspielen 2016 im 7er-Rugby. Zudem sollten die verfügbaren Ressourcen aktuell besser verwendet werden, wie für die Instandsetzung der Schäden, die durch den Zyklon Winston entstanden sind.

## Weitere Flaggen Fidschis
Fidschi benutzt das britische Flaggensystem. (Red Ensign, Blue Ensign und White Ensign)

1:2  Handelsflagge
1:2  Dienstflagge zu See
1:2  Seekriegsflagge
1:2 Zivile Luftfahrt